# سباستيان بيرتولي
سباستيان بيرتولي (بالإسبانية: Sebastián Bértoli)‏ هو لاعب كرة قدم أرجنتيني في مركز حراسة المرمى، ولد في 16 أكتوبر 1977 في مدينة بارانا، انتري ريوس في الأرجنتين. لعب مع أتلتيكو باتروناتو.

## وصلات خارجية
- سباستيان بيرتولي على موقع قاعدة بيانات كرة القدم.إي يو (الإنجليزية)
- سباستيان بيرتولي على موقع Soccerway.com (الإنجليزية)